# Huub Rothengatter
Huub Rothengatter, nizozemski dirkač Formule 1, *8. oktober, 1954, Bussum, Nizozemska.
Huub Rothengatter je upokojeni nizozemski dirkač Formule 1. Debitiral je v sezoni 1984, ko je dosegel osmo mesto na Veliki nagradi Italije in deveto mesto na Veliki nagradi Nemčije. V sezoni 1985 je s sedmim mestom na zadnji dirki sezone za Veliki nagradi Avstralije le za mesto zgrešil uvrstitev med dobitnike točk, a je dosegel svoj najboljši rezultat v karieri. V sezoni 1986 je kot najboljši rezultat sezone dosegel osmo mesto na Veliki nagradi Avstrije, po sezoni 1986 pa ni več nikoli dirkal v Formuli 1.

## Popolni rezultati Formule 1
(legenda) (odebeljene dirke pomenijo najboljši štartni položaj, poševne pa najhitrejši krog, †-uvrščen kljub odstopu)
| Leto | Moštvo               | Šasija       | Motor               | 1   | 2   | 3       | 4       | 5       | 6      | 7        | 8        | 9       | 10      | 11      | 12      | 13      | 14      | 15      | 16      | Prv | Toč |
| ---- | -------------------- | ------------ | ------------------- | --- | --- | ------- | ------- | ------- | ------ | -------- | -------- | ------- | ------- | ------- | ------- | ------- | ------- | ------- | ------- | --- | --- |
| 1984 | Spirit Racing        | Spirit 101   | Hart Straight-4     | BRA | JAR | BEL     | SMR     | FRA     | MON    | KAN NC   |          | ZDA Ret | VB NC   | NEM 9   | AVT NC  | NIZ Ret | ITA 8   | EU      | POR     | -   | 0   |
| 1984 | Spirit Racing        | Spirit 101   | Cosworth V8         |     |     |         |         |         |        |          | VZDA DNQ |         |         |         |         |         |         |         |         | -   | 0   |
| 1985 | Osella Squadra Corse | Osella FA1G  | Alfa Romeo V8       | BRA | POR | SMR     | MON     | KAN     | VZDA   | FRA      | VB       | NEM Ret | AVT 9   | NIZ NC  | ITA Ret | BEL NC  | EU DNQ  | JAR Ret | AVS 7   | -   | 0   |
| 1986 | Zakspeed Racing      | Zakspeed 861 | Zakspeed Straight-4 | BRA | ŠPA | SMR Ret | MON DNQ | BEL Ret | KAN 12 | VZDA DNS | FRA Ret  | VB Ret  | NEM Ret | MAD Ret | AVT 8   | ITA Ret | POR Ret | MEH DNS | AVS Ret | -   | 0   |